# Thomas Fritsch (attore)
Thomas Fritsch (Dresda, 16 gennaio 1944 – Berlino, 21 aprile 2021) è stato un attore, doppiatore e cantante tedesco.
Attore che fu attivo principalmente in campo televisivo, tra cinema e - soprattutto - televisione, partecipò ad oltre un'ottantina di differenti produzioni, a partire dall'inizio degli anni sessanta.
In qualità di doppiatore, prestò la propria voce, tra gli altri, ad Armand Assante, Alec Baldwin, Richard Burton, Peter Coyote, Russell Crowe, Jim Cummings, Tim Curry, André Dussollier, Jeff Bridges, John Hurt, William Hurt, Jeremy Irons, Kris Kristofferson, Denis Leary, Norm MacDonald, Liam Neeson, Edward James Olmos, Sydney Pollack, Burt Reynolds, Christopher Walken, ecc., lavorando in oltre 220 differenti produzioni.
Era figlio del cantante e attore Willy Fritsch e dell'attrice-ballerina Dinah Grace (vero nome Ilse Schmidt).

## Biografia e carriera
Alla fine della seconda guerra mondiale si trasferì con la famiglia ad Amburgo dove, dopo il diploma di scuola media, cominciò a studiare recitazione con Eduard Marks, il direttore del corso di recitazione della Hochschule für Musik und Theater Hamburg, oltre a prendere lezioni di canto e di ballo. Fu Gustaf Gründgens a consigliare la carriera di attore all'allora sedicenne Fritsch. Fritsch debuttò nel 1963 allo Stadttheater di Heidelberg nei panni di Marchbanks nella commedia Candida di George Bernhard Shaws. Nel 1965 venne ingaggiato dal Fritz Rémond Theater di Francoforte.
Quando ancora frequentava la scuola di recitazione Fritsch fu scoperto dal mondo del cinema. Tra i suoi film più famosi, Julia, Du bist zauberhaft, Das schwarz-weiß-rote Himmelbett e Das große Liebesspiel. Recitò al fianco delle attrici più famose dell'epoca quali Lilli Palmer, Hildegard Knef, Daliah Lavi, Marie Versini ed altre. In tre occasioni apparve davanti alle telecamere insieme al padre Willy Fritsch: nel 1964 nella commedia Das hab ich von Papa gelernt e nei due show televisivi della ZDF Das gibt's doch zweimal (1965) e Andere Zeiten – andere Sitten. Die Thomas-Fritsch-Show (1967). Dopo una temporanea parentesi di insuccessi, nel 1977 Fritsch riuscì a tornare alla ribalta con il ruolo da protagonista nella serie televisiva Drei sind einer zuviel a fianco di Jutta Speidel e Herbert Herrmann, grazie alla quale Fritsch divenne uno degli attori tedeschi più amati e più popolari. Accanto ad apparizioni in alcune produzioni poliziesche come ne L'ispettore Derrick o ne Il commissario Köster, Fritsch non fu protagonista solo di serie televisive quali Rivalen der Rennbahn (1989), Glückliche Reise (1992–1993), Il nostro amico Charly (2000–2003), La nostra amica Robbie (2004–2008) o Meine wunderbare Familie (2008–2010), ma spesso anche in diverse adattamenti cinematografici di romanzi di Rosamunde Pilcher (1997–2011). Negli anni ottanta fu il testimonial pubblicitario per il Mon Chéri della Ferrero. Ancora nel 2004 Fritsch diede grande prova di sé nel ruolo di Earl Of Cockwood in Der Wixxer. Nel 2007 fu narratore di favole in una trasmissione di ProSieben/ORF. Negli anni successivi Thomas Fritsch tornò ad occuparsi prevalentemente di teatro.
Fritsch ha vissuto a lungo tra Monaco di Baviera e l'isola greca di Mykonos. Era attivo nella lotta per i diritti degli animali.
Muore il 21 aprile 2021 a Berlino all'età di 77 anni. È sepolto sull'isola di Sylt.

## Doppiaggio
Oltre che per l'attività teatrale (ad esempio in Vabanque con Karin Eickelbaum) e televisiva, Fritsch è molto noto in Germania anche come doppiatore. Tra gli altri ha prestato la voce a Russell Crowe (Il gladiatore, Master & Commander - Sfida ai confini del mare, Rapimento e riscatto), Jeremy Irons (Die Hard - Duri a morire, Le crociate - Kingdom of Heaven, Eragon), Aslan (Le cronache di Narnia - Il leone, la strega e l'armadio, Le cronache di Narnia - Il principe Caspian e Le cronache di Narnia - Il viaggio del veliero), Charles Shaughnessy (La tata) e Edward James Olmos (Battlestar Galactica). Inoltre ha partecipato come doppiatore alle versioni tedesche di numerose serie animate della Disney tra cui Scar in Il re leone, il Dr. Delbert Doppler in Il pianeta del tesoro e Amilcare in Alla ricerca di Nemo. Nella puntata di South-Park Il trailer del nuovo film di Trombino & Pompadour diede la voce a Russell Crowe. Fu anche la voce di Diego in L'era glaciale, L'era glaciale 2 - Il disgelo, L'era glaciale 3 - L'alba dei dinosauri, L'era glaciale 4 - Continenti alla deriva e L'era glaciale - In rotta di collisione. Nell'adattamento animato di Le avventure di Jim Bottone diede la voce a Luca.

## Altre attività
Fritsch è stato regolarmente attivo anche come attore radiofonico. Dal 2002 al marzo 2017 è stato il narratore della serie radiofonica Die drei Fragezeichen, che interpretò anche dal vivo davanti a 12.000 spettatori durante l'evento Superpapagei 2004. Nel 2008 ha interpretato il ruolo del protagonista Garlan nel radiodramma basato sull'omonimo videogioco Sacred 2.
Nell'adattamento tedesco del videogioco Sid Meier’s Civilization IV fu la voce dei testi che nell'originale erano pronunciate da Leonard Nimoy.
È stato anche il narratore della serie radiofonica della NDR Die Mafia.

## Filmografia parziale

### Cinema
- Das gibt's doch zweimal (1960)
- Giulia tu sei meravigliosa (1962)
- Il letto rosa (1962)
- Nude per amare (1963)
- ...e la donna creò l'uomo, regia di Camillo Mastrocinque (1964)
- La lunga strada della vendetta, regia di Rolf Olsen (1964)
- Grido di vendetta (1964)
- La capanna dello zio Tom, regia di Géza von Radványi (1965)
- La porno villeggiante (1977) (non accreditato)
- L'esecutore (2000)
- Der Wixxer (2004)

### Televisione
- Der tolle Tag - film TV (1962)
- Der Kommissar - serie TV, 2 episodi (1970-1975)
- Die Preußen kommen - film TV (1971) - ruolo: Friedrich von Kleist
- Olympia - Olympia - film TV (1971)
- Die Fälle des Herrn Konstantin - serie TV, 2 episodi (1974)
- L'ispettore Derrick - serie TV, ep. 02x03, regia di Wolfgang Becker (1975)
- Ein Fall für Männdli - serie TV, 1 episodio (1975)
- Beschlossen und verkündet - serie TV, 1 episodio (1975)
- Hungária kávéház - serie TV, 1 episodio (1977)
- Squadra speciale K1 - serie TV, 1 episodio (1977)
- Drei sind einer zuviel - serie TV, 13 episodi (1977)
- Il commissario Köster/Il commissario Kress (Der Alte) - serie TV, 4 episodi (1977-1997)
- L'ispettore Derrick - serie TV, ep. 05x03, regia di Helmuth Ashley (1978)
- L'ispettore Derrick - serie TV, ep. 06x12, regia di Alfred Vohrer (1979)
- Teegebäck und Platzpatronen - film TV (1980)
- Schwarz Rot Gold - serie TV, 1 episodio (1982)
- Leute wie du und ich - serie TV, 1 episodio (1984)
- L'ispettore Derrick - serie TV, ep. 13x06, regia di Jürgen Goslar (1986)
- Detektivbüro Roth - serie TV, 1 episodio (1986)
- Weiberwirtschaft - serie TV (1986)
- L'ispettore Derrick - serie TV, ep. 14x03, regia di Theodor Grädler (1987)
- Frühling im September - film TV (1987)
- Un caso per due - serie TV, 2 episodi (1987-1996)
- Fest im Sattel - serie TV (1988)
- Auch das noch... - serie TV (1988)
- Rivalen der Rennbahn - serie TV, 11 episodi (1988)
- Geld macht nicht glücklich - film TV (1989)
- Forstinspektor Buchholz - serie TV (1989)
- L'ispettore Derrick - serie TV, ep. 17x04, regia di Günter Gräwert (1990)
- Ein Heim für Tiere - serie TV, 1 episodio (1992)
- Tücken des Alltags - film TV (1992)
- Der Fotograf oder Das Auge Gottes - film TV (1992)
- Glückliche Reise - serie TV, 19 episodi (1992-1993)
- Zwei alte Hasen - serie TV (1994-1995)
- Immer im Einsatz - Die Notärztin - serie TV, 13 episodi (1994-1996)
- Schwarz greift ein - serie TV, 1 episodio (1995)
- Der Mond scheint auch für Untermieter - serie TV (1995)
- Un dottore tra le nuvole - serie TV, 2 episodi (1995-1996)
- Rosamunde Pilcher - Die zweite Chance - film TV (1997)
- Herz über Kopf - film TV (1998)
- Siska - serie TV, 1 episodio (1999)
- Il nostro amico Charly - serie TV, 6 episodi (2000-2003)
- SOKO 5113 - serie TV, 2 episodi (2001-2008)
- Pfarrer Braun - serie TV, 1 episodio (2003)
- Mit deinen Augen - film TV (2004)
- Rosamunde Pilcher - Federn im Wind - film TV (2004)
- La nostra amica Robbie - serie TV, 5 episodi (2004-2005)
- Wolff - Un poliziotto a Berlino - serie TV, 1 episodio (2005)
- La principessa cerca lavoro - film TV (2005)
- Die Rosenheim-Cops - serie TV, 1 episodio (2005)
- Das total verrückte Wunderauto - film TV (2006)
- Lilly Schönauer - serie TV, 1 episodio (2007)
- Il magico tesoro di Loch Ness - film TV (2006) - Mago Merlino
- Bernd das Brot - serie TV, 1 episodio (2008)
- Meine wunderbare Familie - serie TV, 7 episodi (2008-2010)
- Il ritorno di Nessie - film TV (2010) - Mago Merlino
- Rosamunde Pilcher - Verlobt, verliebt, verwirrt - film TV (2011)

## Programmi televisivi
- Die ProSieben Märchenstunde, 16 puntate (2006-2007) - narratore

## Doppiaggi (lista parziale)
- Rudolph, il cucciolo dal naso rosso (1998)
- Jim Knopf (2000-2001)
- RotkäppchenRotkäppchen (2005)
- WinneToons - Die Legende vom Schatz im Silbersee (2009)
- Animals United (2010)
- Le avventure di Jim Bottone (Jim Knopf und Lukas der Lokomotivführer), regia di Dennis Gansel (2018)

## Doppiatori italiani
Nelle edizioni italiane dei film e episodi tv che interpretò, Thomas fu doppiato da:
- Dante Biagioni in ...e la donna creò l'uomo
- Carlo Reali in La capanna dello zio Tom
- Gianni Giuliano in L'ispettore Derrick (ep. Il nostro amico Rohn)
- Sergio Di Stefano in L'ispettore Derrick (ep. L'eredità)

## Discografia parziale

### Album
- Das gibt's doch zweimal (con Willy Fritsch; 1960)
- Das hab ich von Papa gelernt (con Willy Fritsch; 1963)
- Allein und doch nicht allein (1965)
- Mit Thomas Fritsch im Mondschein (1967)
- Tommy und die Girls (1968)
- Mädchen wie Samt und Seide (1968)
- Rendezvous mit Thomas (1969)
- Erzähl mir was
- Die Drei ??? (2002)
- Das Weihnachtspony (2006)

### Singoli
- Wenn der Mondschein nicht so Romantisch wär'  (1963)
- Rosie/Traurige Augen  (1964)
- Heimliche Romanzen  (1964)
- Geschichten eines Twen  (1964)
- Das hab' ich so gerne an Dir / Das kann uns keiner nehmen  (1965)
- Ich geb' Dein Herz wieder frei / Heimliche Romanzen  (1965)
- Schau mich bitte nicht so traurig an  (1965)
- Ihr wart doch auch nicht anders  (con Berthi; 1966)
- Wenn aus Freundschaft Liebe wird / Meine Melodie  (1966)
- Ich hab mich so darauf gefreut (1966)
- Verliebt muß man sein / Es ist gar nicht so leicht, erwachsen zu sein (1967)
- Sei mal treu / Ruf mich an  (1968)
- 21 wird die Susann / Verzeih den Fehler  (1968)
- Ich träum' heut' Nacht von Dir  (1969)
- Fieberhaft (1970)

## Premi & riconoscimenti
- 1962: Premio Bambi come miglior attore giovane per Das schwarz-weiß-rote Himmelbett[7]
- 1963: Nomination come miglior attore al Deutscher Fernsehpreis per Das schwarz-weiß-rote Himmelbett[7]
- 1963: Premio Ernst Lubitsch per Das schwarz-weiß-rote Himmelbett[7]
- 1964: Premio Bambi come miglior attore tedesco per Das hab ich von Papa gelernt (1964)